# Canton d'Alaigne
Le canton d'Alaigne est une ancienne division administrative française située dans le département de l'Aude.

## Géographie
Ce canton était organisé autour d'Alaigne dans l'arrondissement de Limoux. Son altitude variait de 166 m (Lauraguel) à 560 m (Pomy) pour une altitude moyenne de 282 m.

## Représentation

### Conseillers généraux de 1833 à 2015
| Période | Période | Identité                                                           | Étiquette        | Qualité                                                                                           |
| ------- | ------- | ------------------------------------------------------------------ | ---------------- | ------------------------------------------------------------------------------------------------- |
| 1833    | 1839    | Auguste Pagès                                                      |                  | Maire de Cailhau (1830→1844)                                                                      |
| 1839    | 1848    | Auguste Mir                                                        |                  | Propriétaire Maire de Loupia                                                                      |
| 1848    | 1852    | Amédée Labeaute                                                    | Parti de l'ordre | Avocat, propriétaire Maire de Cailhau (1849→1860)                                                 |
| 1852    | 1863    | Baron Auguste d'Uston de Villeréglan (1786→1865)                   |                  | Ancien officier, propriétaire Maire de La Courtète                                                |
| 1863    | 1889    | Baron Ernest d'Uston de Villeréglan (1825→1914, fils du précédent) | Droite           | Propriétaire Maire de La Courtète                                                                 |
| 1889    | 1907    | Urbain Frontil                                                     | Rad.             | Avocat, Brézilhac Maire d'Alaigne                                                                 |
| 1907    | 1940    | Charles Teysseyre                                                  | Rad.             | Maire de Lasserre-de-Prouille, conseiller d'arrondissement Nommé conseiller départemental en 1942 |
|         |         |                                                                    |                  |                                                                                                   |
| 1945    | 1973    | Jacques Berniès                                                    | SFIO puis PS     | Géomètre Maire de Lauraguel (1945→1977)                                                           |
| 1973    | 1979    | Paul Vivès                                                         | PS               | Maire de Bellegarde-du-Razès (1971→1987)                                                          |
| 1979    | 1992    | Charles Ferriol                                                    | PS               | Maire de Routier (1971→2001)                                                                      |
| 1992    | 1998    | Marc Joncker                                                       | RPR              | Viticulteur Maire de Bellegarde-du-Razès (1987→2008)                                              |
| 1998    | 2015    | Jacques Durand                                                     | PS               | Employé de banque Maire de Lauraguel (1995→2014)                                                  |

### Conseillers d'arrondissement (de 1833 à 1940)
| Période | Période           | Identité                                                        | Étiquette   | Qualité |
| ------- | ----------------- | --------------------------------------------------------------- | ----------- | --- |
| 1833    | 1839              | Gustave Cohorn Vialetes-Daignan, baron de Mortarieu (1798-1881) |             | Lieutenant-colonel des chasseurs à cheval en non-activité, propriétaire à Routier                           |
| 1839    | 1845              | M. Avignon                                                      |             | Maire de Fenouillet-du-Razès                                                                                |
| 1845    | 1848              | Martin Andrieu                                                  |             | Maire de Routier                                                                                            |
|         |                   |                                                                 |             | |
|         | 1875 (démission)  | M. Avignon                                                      |             | |
| 1875    | 1884 (annulation) | Jean-Gabriel Serres                                             |             | Maire de Ferran                                                                                             |
|         |                   |                                                                 |             | |
| 1895    | 1902 (décès)      | Prosper Despujols                                               | Républicain | Maire de Lauraguel                                                                                          |
|         |                   |                                                                 |             | |
| 1904    | 1907              | Charles Teysseyre                                               | Rad.        | Maire de Lasserre-de-Prouille                                                                               |
|         |                   |                                                                 |             | |
| av.1919 | 1933 (décès)      | Auguste Frontil                                                 | Radical     | Maire d'Alaigne Président du Conseil d'arrondissement                                                       |
| 1934    | 1940              | Louis Vivès                                                     | Radical     | Cultivateur Maire de Bellegarde                                                                             |
| 1940    |                   |                                                                 |             | Les conseils d'arrondissement ont été suspendus par la loi du 12 octobre 1940 et n'ont jamais été réactivés |

## Composition
Le canton d'Alaigne regroupait vingt-six communes. 
| Nom                                    | Code Insee | Intercommunalité            | Superficie (km2) | Population (dernière pop. légale) | Densité (hab./km2) |
| -------------------------------------- | ---------- | --------------------------- | ---------------- | --------------------------------- | ------------------ |
| Alaigne (chef-lieu)                    | 11004      | CC du Limouxin              | 13,86            | 335 (2014)                        | 24                 |
| Bellegarde-du-Razès                    | 11032      | CC du Limouxin              | 6,41             | 227 (2014)                        | 35                 |
| Belvèze-du-Razès                       | 11034      | CC du Limouxin              | 4,52             | 870 (2014)                        | 192                |
| Brézilhac                              | 11051      | CC Piège-Lauragais-Malepère | 6,82             | 171 (2014)                        | 25                 |
| Brugairolles                           | 11053      | CC du Limouxin              | 8,47             | 259 (2014)                        | 31                 |
| Cailhau                                | 11058      | CC du Limouxin              | 9,76             | 266 (2014)                        | 27                 |
| Cailhavel                              | 11059      | CC du Limouxin              | 5,34             | 121 (2014)                        | 23                 |
| Cambieure                              | 11061      | CC du Limouxin              | 3,20             | 319 (2014)                        | 100                |
| La Courtète                            | 11108      | CC du Limouxin              | 5,47             | 43 (2014)                         | 7,9                |
| Donazac                                | 11121      | CC du Limouxin              | 5,06             | 103 (2014)                        | 20                 |
| Escueillens-et-Saint-Just-de-Bélengard | 11128      | CC du Limouxin              | 11,20            | 171 (2014)                        | 15                 |
| Fenouillet-du-Razès                    | 11139      | CC Piège-Lauragais-Malepère | 7,22             | 92 (2014)                         | 13                 |
| Ferran                                 | 11141      | CC Piège-Lauragais-Malepère | 5,86             | 102 (2014)                        | 17                 |
| Gramazie                               | 11167      | CC du Limouxin              | 2,00             | 110 (2014)                        | 55                 |
| Hounoux                                | 11173      | CC Piège-Lauragais-Malepère | 7,62             | 143 (2014)                        | 19                 |
| Lasserre-de-Prouille                   | 11193      | CC Piège-Lauragais-Malepère | 4,16             | 243 (2014)                        | 58                 |
| Lauraguel                              | 11197      | CC du Limouxin              | 7,01             | 635 (2014)                        | 91                 |
| Lignairolles                           | 11204      | CC du Limouxin              | 7,31             | 38 (2014)                         | 5,2                |
| Malviès                                | 11216      | CC du Limouxin              | 7,22             | 378 (2014)                        | 52                 |
| Mazerolles-du-Razès                    | 11228      | CC du Limouxin              | 8,22             | 180 (2014)                        | 22                 |
| Montgradail                            | 11246      | CC du Limouxin              | 4,48             | 60 (2014)                         | 13                 |
| Monthaut                               | 11247      | CC du Limouxin              | 7,01             | 39 (2014)                         | 5,6                |
| Pomy                                   | 11294      | CC du Limouxin              | 6,00             | 58 (2014)                         | 9,7                |
| Routier                                | 11328      | CC du Limouxin              | 11,27            | 251 (2014)                        | 22                 |
| Seignalens                             | 11375      | CC du Limouxin              | 6,17             | 36 (2014)                         | 5,8                |
| Villarzel-du-Razès                     | 11417      | CC du Limouxin              | 12,60            | 109 (2014)                        | 8,7                |

## Démographie
| 1962  | 1968  | 1975  | 1982  | 1990  | 1999  | 2006  | 2011  | 2012  |
| ----- | ----- | ----- | ----- | ----- | ----- | ----- | ----- | ----- |
| 5 166 | 5 004 | 4 489 | 4 442 | 4 406 | 4 382 | 4 785 | 5 265 | 5 341 |